# Каукура
Каукура (фр. Kaukura) — атолл в архипелаге Туамоту (Французская Полинезия). Расположен в 55 км к юго-западу от атолла Рангироа и в 340 км к северо-востоку от острова Таити.

## География
Каукура имеет форму овала. Длина острова составляет примерно 50 км, ширина — 14 км. В центре расположена крупная глубокая лагуна площадью 434 км². В восточной части атолла есть узкий проход, соединяющий лагуну с океаническими водами.

## Административное деление
Административно входит в состав коммуны Арутуа.

## Население
В 2007 году численность населения Каукура составляла 542 человека. Главное поселение — деревня Раитахити, расположенная в северо-западной части атолла.

## Экономика
Основное занятие местных жителей — рыболовство. На севере острова есть взлётно-посадочная полоса.